# Luis Ángel Firpo

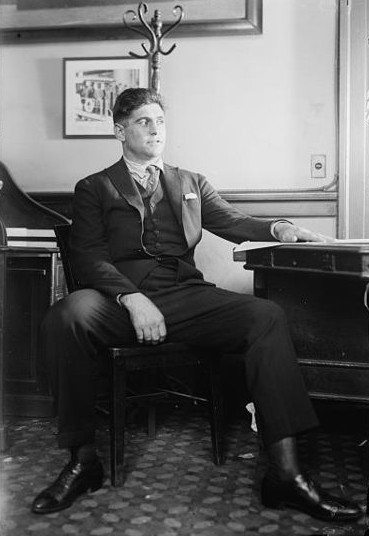
Luis Firpo

Luis Ángel Firpo (ur. 11 października 1894, zm. 7 sierpnia 1960) − argentyński bokser, zawodowy mistrz Ameryki Południowej w wadze ciężkiej. Był pierwszym w historii latynoskim pretendentem do mistrzostwa świata w wadze ciężkiej. Zmierzył się o nie w 1923 roku w kontrowersyjnej walce z Jackiem Dempseyem, z którym przegrał przez nokaut.

## Bokserska kariera
Urodził się w mieście Junín, w prowincji Buenos Aires. Jego rodzicami byli ubodzy europejscy imigranci (ojciec był Włochem, a matka Hiszpanką). W wieku 9 lat przeniósł się z rodziną do Buenos Aires. Pracował tam m.in. jako robotnik budowlany, rzeźnik i sprzedawca. Mając 20 lat, zaczął trenować boks.
Zawodową karierę rozpoczął w 1917 roku, w wieku 23 lat. Już w swojej drugiej walce zmierzył się z niepokonanym Urugwajczykiem Angelem Rodriguezem, mistrzem Ameryki Południowej wagi półciężkiej. Przegrał z nim przez nokaut w 1. rundzie. Zwyciężył jednak następnych 6 pojedynków i 1 listopada 1919 roku w Santiago stanął do walki z Dave'em Millsem, której stawką było zawodowe mistrzostwo Ameryki Południowej w wadze ciężkiej. Wciąż jeszcze mało doświadczony Firpo przegrał na punkty po 15 rundach. 30 kwietnia 1920 roku doszło do rewanżu. Tym razem Argentyńczyk znokautował Amerykanina w 1. rundzie, odbierając mu tytuł. Niecałe 8 miesięcy później obaj bokserzy stoczyli w Buenos Aires trzecią walkę między sobą − Firpo ponownie wygrał przez szybki, ciężki nokaut, który w efekcie zakończył karierę Millsa.
W latach 1921–22 Firpo wygrał kolejnych 7 walk z rzędu, w tym 6 przez nokaut. W tym samym czasie mistrzem świata był Jack Dempsey, który już od kilku lat dominował w wadze ciężkiej, pokonawszy całą światową czołówkę w tej kategorii. Promotor Tex Rickard, poszukując nowego pretendenta, zwrócił swą uwagę na Firpo. Mierzący 189 cm wzrostu Argentyńczyk, bazujący na nokautującym ciosie i agresywnym stylu walki, wydał mu się odpowiednim kandydatem. W tym celu na początku 1923 roku ściągnął Firpo do Nowego Jorku i zorganizował mu w Madison Square Garden walkę z Billem Brennanem, byłym pretendentem do mistrzostwa świata. Miała ona być testem przed konfrontacją z Dempseyem. Choć Argentyńczyk znokautował rywala w 12. rundzie, Rickard uznał, że nie jest on jeszcze gotowy do walki o tytuł i musi nabrać większego doświadczenia. W rezultacie Firpo musiał stoczyć jeszcze kilka walk, w tym z Jessem Willardem (pięściarzem, któremu 4 lata wcześniej Dempsey odebrał mistrzostwo). Starcie to, ze względu na warunki fizyczne obu zawodników, było promowane jako "Bitwa gigantów". 12 lipca 1923 roku Firpo znokautował Willarda w 8. rundzie, dominując wcześniej w całej walce.

### Walka z Dempseyem
Pojedynek o mistrzostwo świata w wadze ciężkiej pomiędzy Dempseyem a Firpo odbył się 14 września 1923 roku na stadionie Polo Grounds w Nowym Jorku. Wydarzenie to cieszyło się ogromnym zainteresowaniem w USA i Ameryce Południowej. Na trybunach zasiadło ponad 80 000 widzów. Firpo, przezwany przez amerykańskich żurnalistów "Dzikim Bykiem z Pampasów", otrzymał największą w swej karierze gażę 156 000 $.
Ze względu na swój przebieg walka przeszła do historii boksu i jest uznawana za jedną z najlepszych i najbardziej dramatycznych pięściarskich walk wszech czasów.

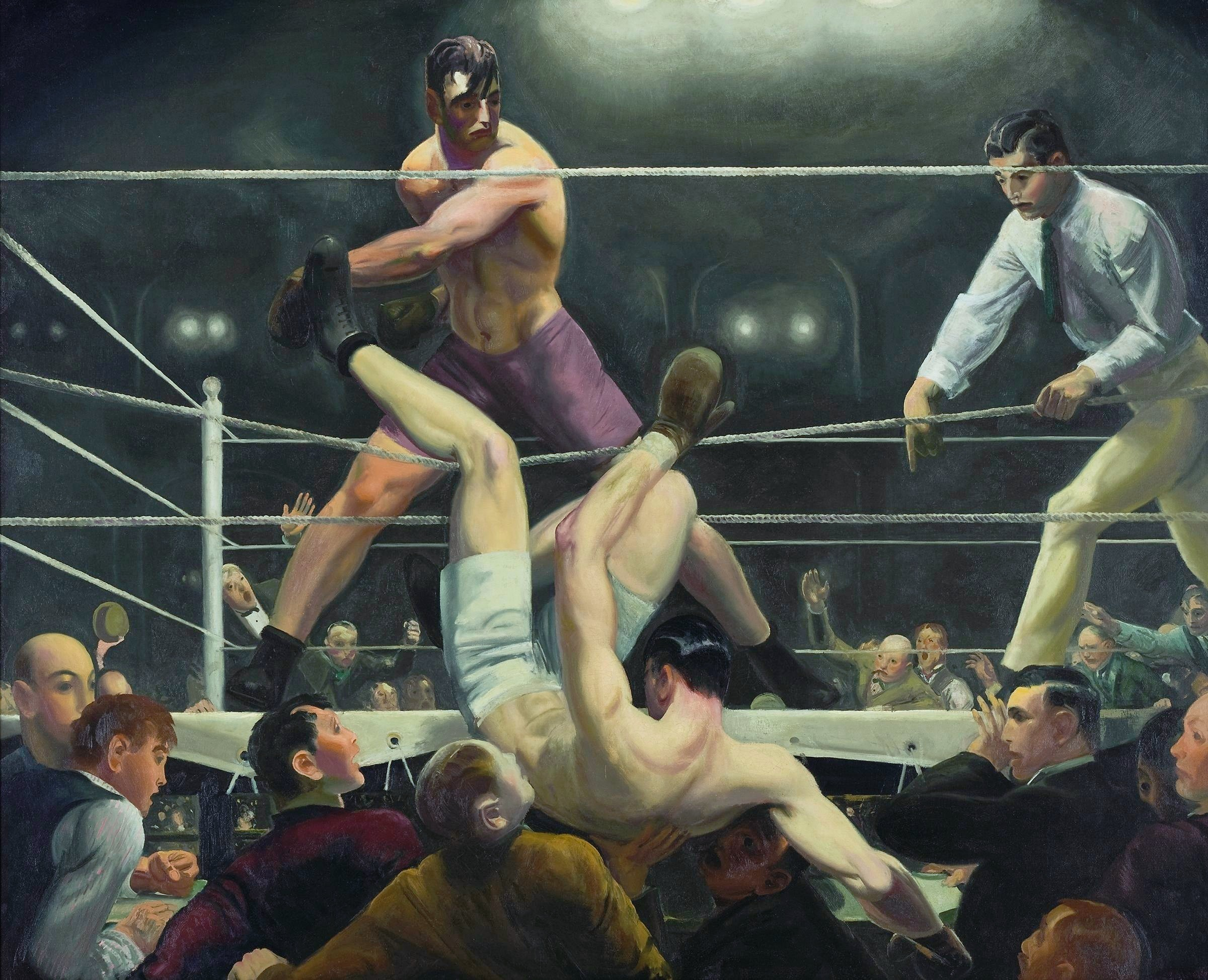
Dempsey wypada po ciosach Firpo za liny. Obraz George'a Bellowsa Dempsey i Firpo (1924)

W jej trakcie doszło do aż 11 nokdaunów − w tym w pierwszej rundzie siedmiu Firpo i dwóch Dempseya. Początkowo wielką przewagę uzyskał Dempsey, jednak właśnie po siódmym z kolei nokdaunie Argentyńczyka nastąpił nieoczekiwany zwrot wydarzeń. Pretendent przeszedł do kontrataku i trafił mistrza serią ciosów. Dempsey zatoczył się i wypadł przez liny na stół, przy którym siedzieli dziennikarze. Wepchnęli oni zamroczonego boksera z powrotem do ringu, w momencie gdy sędzia odliczał już "9". Gdy walka została wznowiona, Firpo kontynuował natarcie, jednak Dempsey zdołał dotrwał do końca rundy.
Druga runda rozpoczęła się podobnie jak pierwsza − atakiem mistrza, czego skutkiem był ósmy nokdaun Firpo. Wkrótce potem Dempsey "dobił" rywala, trafiając go prawym sierpowym w szczękę. Argentyńczyk przewrócił się i ostatecznie został wyliczony, przegrywając przez nokaut w 57. sekundzie 2. rundy.
Walka wzbudziła wiele kontrowersji, głównie za sprawą postawy sędziego ringowego Johna Gallaghera. Nie zareagował on na to, że powalonemu Dempseyowi pomogli w powrocie na ring dziennikarze, a także wyjątkowo wolno odliczał czas, który upływał od momentu nokdaunu. Jak później zmierzono, wyniósł on aż 17 sekund. W rezultacie Gallagher został zawieszony przez Komisję Sportową Stanu Nowy Jork na 5 tygodni, jednak rezultatu walki nie zmieniono.

### Schyłek kariery
Następne trzy walki Firpo stoczył w 1924 roku w ojczyźnie i były one pierwszymi w historii relacjonowanymi na żywo przez radio w Argentynie. W drugiej połowie roku powrócił do USA, gdzie stoczył dwa pojedynki "no decision", w których według prasy był gorszy od swoich rywali.
W 1926 roku wystąpił w jeszcze jednej walce w Buenos Aires, po czym postanowił zakończyć karierę. Wznowił ją 10 lat później, w wieku 41 lat. Po dwóch szybkich zwycięstwach, w trzecim występie po powrocie został znokautowany przez Chilijczyka Arturo Godoya. Zanim sędzia przerwał pojedynek, Firpo 9 razy leżał na deskach. Po tej ciężkiej porażce definitywnie rozstał się z boksem.

## Popularność i wpływ na argentyńskie pięściarstwo
Pomimo przegranej z Dempseyem Firpo stał się jedną z największych gwiazd argentyńskiego sportu. Będąc pierwszym latynoskim bokserem, który walczył o mistrzostwo świata wagi ciężkiej, zdobył także popularność w całej Ameryce Łacińskiej. Przyczyniło się to bezpośrednio do legalizacji zawodowego boksu w Argentynie, a sam Firpo otrzymał od Argentyńskiej Federacji Bokserskiej zawodową licencję nr 1. Ze względu na to jest on określany mianem "Ojca argentyńskiego boksu". Jego imieniem nazwano w ojczyźnie liczne ulice i place (m.in. w Junín, Formosie, Ituzaingó czy Vicente López), a w Salwadorze czołowy klub piłkarski w tym kraju − CD Luis Ángel Firpo. W 2005 roku argentyńska poczta wydała znaczek z jego podobizną − został on tym samym pierwszym w historii argentyńskim bokserem uhonorowanym w ten sposób.

## Poza sportem
Zarobione na ringu pieniądze umiejętnie inwestował, szczególnie w nieruchomości, i wiódł dostatnie życie. Handlował sportowymi samochodami oraz prowadził pięć estancji o łącznej powierzchni ok. 82 960 ha. W chwili jego śmierci w 1960 roku jego majątek oceniano na ok. 200 mln pesos (równowartość ówczesnych 5 mln $). Przyczyną zgonu był atak serca. Został pochowany na cmentarzu La Recoleta w Buenos Aires.